# Sébastien Meoli
Sébastien Meoli (Losanna, 2 agosto 1980) è un ex calciatore svizzero con passaporto italiano, di ruolo difensore.

## Palmarès

### Club
- Coppa Svizzera: 1

Sion: 2005-2006